# Чопау (річка)
Чопау (нім. Zschopau) або Сапава (в.-луж. Sapawa) — річка в Німеччині.
Протікає на сході країни у Саксонії. Сапава є однією з лівих приток річки Фрайбергер-Мульде.
Бере початок у Рудних горах і тече переважно на північ.
Довжина річки становить 128 км. Площа її водозбірного басейну — 1847 км². Середньорічна витрата води — 23,5 м³/с.